# 1918 en rugby à XV
Les faits marquants de l'année 1918 en rugby à XV

## Principales compétitions
En raison de la Première Guerre mondiale aucune compétition n'est disputée.

## Événements

### Mai
- 11 mai : création du Club Universitario de Buenos Aires.

### Septembre
Décès de Pierre Jean Henri Lacassagne (membre du Stade bordelais, vainqueur des championnats de France de rugby à XV de 1904 à 1907 et finaliste de 1908, membre du XV de France en 1906), tué au combat, mitrailleur sur le Caudron R XI de l'escadrille C46 / R46 piloté par le Ltt Paul Résal.